# Magalloway River
Der Magalloway River ist ein rechter Nebenfluss des Androscoggin River in den US-Bundesstaaten Maine und New Hampshire.

## Flusslauf
Der Magalloway River entsteht am Zusammenfluss von West Branch und Third East Branch Magalloway River im Nordwesten von Maine. Von dort fließt er ein kurzes Stück nach Osten, wendet sich dann aber nach Süden und behält seinen Kurs über seine gesamte Strecke bei, wobei er sich maximal 10 km von der in Nord-Süd-Richtung verlaufenden Grenze zu New Hampshire entfernt. Der Magalloway River nimmt auf seinem Weg nach Süden den Second East Branch und später den First East Branch linksseitig auf. Danach durchfließt er den Parmachenee Lake um nach weiteren 5 km in das nördliche Ende des Aziscohos Lake zu münden. Diesen verlässt er am Südostufer unterhalb des Staudamms. Nun führt die Maine State Route 16 entlang dem Flusslauf. Der Magalloway River überquert weiter flussabwärts die Grenze nach New Hampshire. Der Dead Diamond River mündet rechtsseitig in den Fluss. Schließlich mündet der Magalloway River in den Androscoggin River – unmittelbar nach dessen Abfluss aus dem Umbagog Lake. Der Magalloway River hat eine Länge von etwa 80 km.

## Freizeit
Der Magalloway River wird von Wildwasserkanuten und Kajakfahrern besucht. Der Flussabschnitt des Magalloway River unterhalb des Azicohos Lake sowie die Diamond River Gorge am unteren Dead Diamond River sind lohnende Ziele.

## Wasserkraftanlagen
Unterhalb des Azicohos Dam betreibt Brookfield Renewable ein Wasserkraftwerk mit einer 7 MW-Turbine.